# Paisatge (Rigalt)
Paisatge és una pintura sobre cartó feta per Lluís Rigalt i Farriols el 1894 i conservada a la Biblioteca Museu Víctor Balaguer, amb el número de registre 1657 d'ençà que va ingressar el 1956, formant part de l'anomenat "Llegat 1956"; un conjunt d'obres provinents de la col·lecció Lluís Plandiura- Victòria González.
A primer terme un turó amb matolls i al fons un camp amb un poble. Al quadre hi ha la inscripció Al darrere: Lluis Rigalt / 1814-1894 /1 Pochades / MF / Paris.